# Buick Sport Wagon

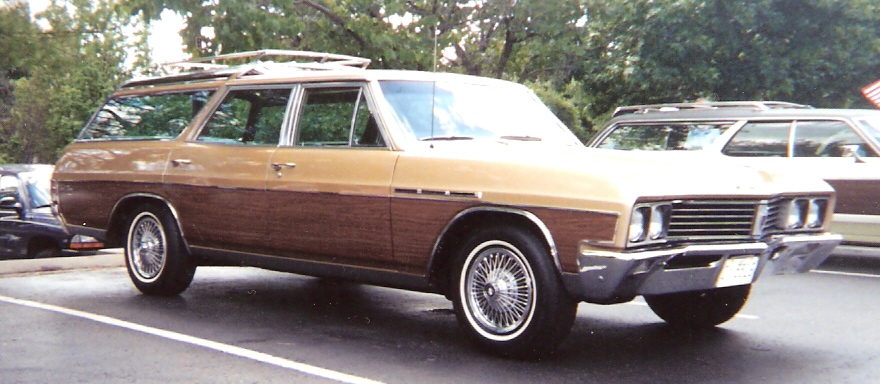
1967er Buick Sport Wagon

Der Buick Sport Wagon war ein Kombi der oberen Mittelklasse, der als  Version des Skylark von Buick in drei Generationen, 1964–1967, 1968–1969 und 1970–1972, hergestellt wurde. Er wurde am 4. Februar 1964 von General Motors eingeführt und war ein Schwestermodell des Oldsmobile Vista Cruiser.

## Von Jahr zu Jahr

### 1964–1967
Die Modelle von 1964 bis 1967 hatten ein Glasdach, das aus vier getönten Glasscheiben bestand, die einen erhöhten Teil des Fahrzeugdaches begrenzten. Auch gab es auf Wunsch eine dritte Sitzbank, die beim normalen Skylark Kombi nicht lieferbar war.

### 1968–1969
1968 wurde das zunächst verwendete geteilte Glasdach durch eine durchgehende Glasscheibe über den Rücksitzen ersetzt, die auch 1969 eingebaut wurde.

### 1970–1972
Von 1970 bis 1972 gab es ein Ausstattungspaket für den billigeren Skylark-Kombi, aber dieser hatte kein Glasdach. Auch die dritte Sitzbank wurde nicht mehr eingebaut.